# ILLIAC I

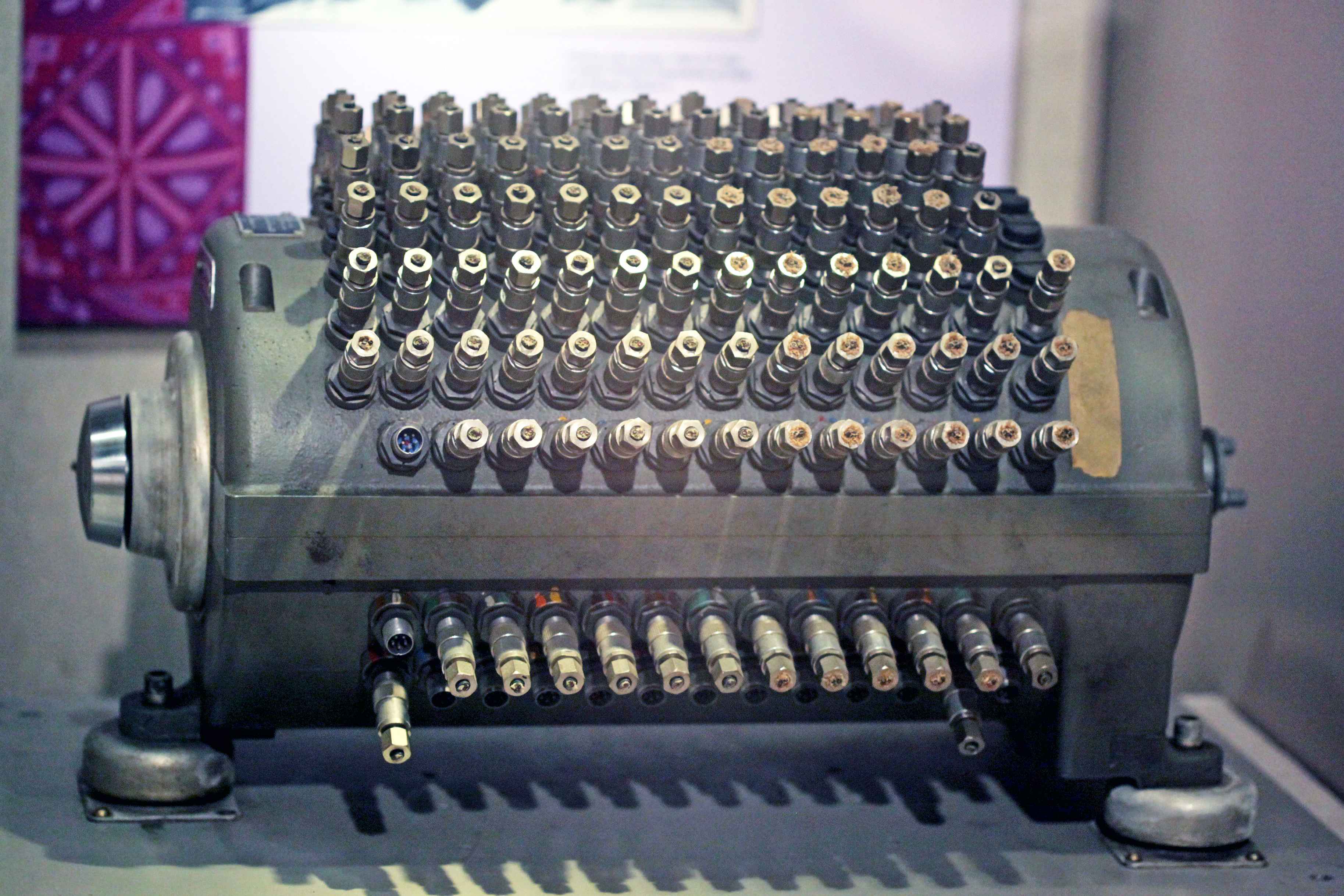
Memória de tambor do ILLIAC I, em exibição no Spurlock Museum.

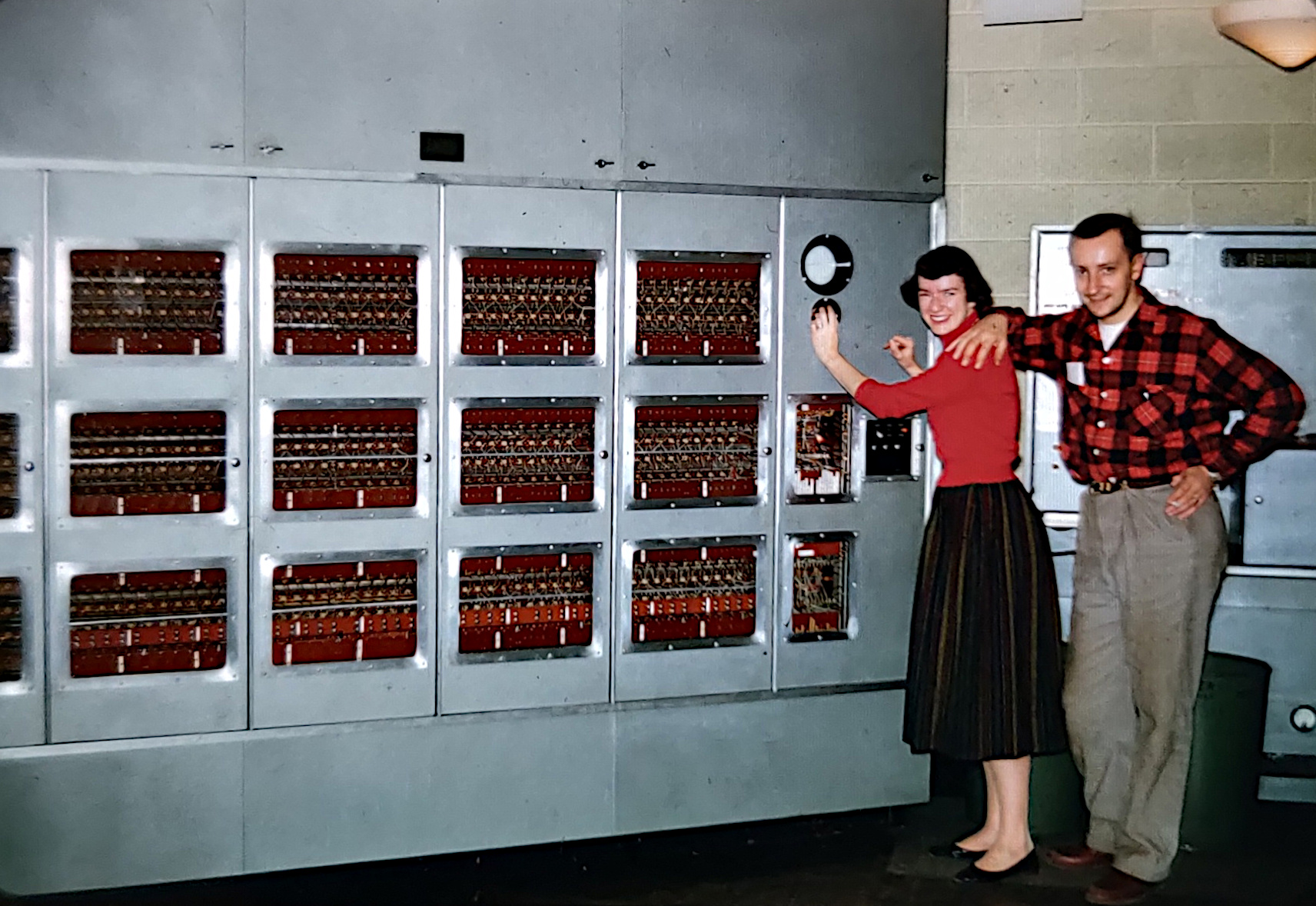
Alice (Betsy) E. D. Gillies e Donald B. Gillies com o ILLIAC I no Digital Computer Lab, Urbana Illinois, por volta de 1958.

O ILLIAC I (Illinois Automatic Computer) foi um computador construído em 1952 na Universidade de Illinois em Urbana-Champaign, o primeiro construído, operado e mantido por uma instituição educacional dos Estados Unidos. A Universidade de Manchester construiu o Manchester Mark I em 1949.
O ILLIAC I foi baseado na arquitetura de von Neumann. Diferentemente dos outros computadores da época, o ILLIAC I e o ORDVAC foram cópias do mesmo projeto, com compatibilidade de software. O computador tinha 2800 válvulas eletrônicas, tinha 3 m de largura, 0,6 m de profundidade e 2,6 m de altura, e pesava 4,5 toneladas. Tinha grande capacidade de processamento na época; em 1956 era mais eficaz computacionalmente que todo o Bell Labs.
Devido à vida útil de suas válvulas eletrônicas ser de aproximadamente um ano, o computador era desligado diariamente, a fim de prevenir manutenção, quando válvulas antigas eram trocadas por novas, a fim de aumentar a vida útil da máquina como um todo. Estudantes do Japão acompanharam o projeto do computador, desenvolvendo posteriormente o computador japonês MUSASINO-1. O ILLIAC operou até 1962, quando entrou em operação o ILLIAC II.

## Inovações
- Em 1955 Lejaren Hiller e Leonard Isaacson usaram o ILLIAC I para compor a Illiac Suite, uma das primeiras músicas a srem escritas com o auxílio de um computador;
- Em 1957 o matemático Donald B. Gillies, o físico James E. Snyder e os astrônomos George C. McVittie, S. P. Wyatt, Ivan R. King e George W. Swenson, da Universidade de Illinois, usaram o ILLIAC I para calcular a órbita do satélite Sputnik 1 dois dias depoois de seu lançamento;
- Em 1960 a primeira versão do sistema educacional PLATO foi implementado no ILLIAC I, por uma equipe liderada por Donald Bitzer.